# Patrizia Porcelli e Patrizio Porcelli
Patrizia Porcelli (Patricia Pigg) e Patrizio Porcelli (Percy Pig) sono due personaggi immaginari dei fumetti e dei cartoni animati della Disney.
Sono due maiali antropomorfi, moglie e marito, facenti parte del cast di supporto nelle strisce giornaliere e nei cortometraggi d'animazione di Topolino tra gli anni trenta e gli anni cinquanta. Patrizia fu utilizzata già in uno dei primi cartoni animati di Topolino, Le follie di Topolino del 1929 e nel 1941 ebbe il suo ruolo più prominente in Love trouble mentre Patrizio è comparso sporadicamente tra il 1930 e il 1959 nelle strisce giornaliere di Topolino. In seguito hanno goduto di rare apparizioni.

## Storia editoriale
Patrizia Porcelli esordisce nelle strisce giornaliere che compongono la storia Topolino e il bel gagà (Mickey Mouse Mr. Slicker and the Egg Robbers) di Floyd Gottfredson pubblicate sui quotidiani statunitensi dal 22 settembre al 26 dicembre 1930; successivamente, alcuni autori italiani come Romano Scarpa e Casty, riproposero il personaggio più volte come amica di Minni in alcune storie realizzate per il mercato italiano.
Patrizio Porcelli esordisce successivamente nelle strisce giornaliere che compongono la storia Topolino pompiere (Fireman Mickey) sempre di Gottfredson pubblicate dal 9 novembre al 30 novembre 1931 in coppia con Patrizia oppure come personaggio che all'interno della trama fa poche apparizioni ma viene citato da altri personaggi senza poi apparire.

## Filmografia
Negli anni trenta comparivano molti personaggi di sfondo nei cortometraggi di Topolino ambientati in campagna e fra i molti animali da fattoria resi antropomorfi cerano anche Patrizia Porcelli e Patrizio Porcelli. Il primo aveva acquisisce uno spessore come personaggio nel corto Le follie di Topolino (Mickey's Follies) per poi tornare a essere una semplice comparsa nei corti successivi mentre il secondo è ancora meno rilevante apparendo nei cortometraggi  come maiale antropomorfo sullo sfondo tra gli altri animali della fattoria oppure come musicista all'interno di in una delle orchestre che in quegli anni Topolino dirigere.